# 東北紅豆杉
東北紅豆杉（学名：Taxus cuspidata），又稱紫杉、日本紅豆杉、赤柏松、紫柏松、朱樹。其木材紋理細緻、色澤美麗且具有香味，被視為良好的建築及家俱用材，比重約為0.51，心材呈紅褐色，在古日本被用來作為大官及神職人員的朝笏，因此又名「一位」。東北紅豆杉可入藥，藥名為「紫杉」 ，大量服用會導致心跳停止。

## 形态
常绿乔木，可高達20米；长成的红棕色小枝；冬芽鳞片背部有棱脊；两列式线形叶子，不弯曲，长1.5－2.5厘米，有显著的叶柄；花腋生，雌雄异株，雌花仅有胚珠一个，下托鳞片数枚；卵形种子具有3－4棱，围有红色杯状的假种皮。

## 分布
分布于中国东北、日本北部、朝鲜北部、韩国济州岛、俄罗斯西伯利亚东部、英国和美国等地；最耐荫、散生於海拔500米至1,000米的树林中，生长慢。

## 保育狀況
其被列為《瀕危野生動植物種國際貿易公約》（CITES）附錄二的物種，被限制出口及貿易。

## 中药运用
中药材“紫杉”来源于東北紅豆杉的枝條和葉片：
- 《本草推陳》記載：通經、利尿，治腎臟病、糖尿病，但服用樹皮製成的煎劑易引起嘔吐，因此建議使用去皮的小枝或葉部[10]。
- 《吉林中草藥》僅用其葉，稱為紫杉葉，功用亦為通經、利尿，治腎臟病、糖尿病，並強調服用時若有噁心嘔吐的副作用則應停藥[11]。
- 《中華本草》：利水消腫，主治腎炎浮腫，小便不利，糖尿病。書中強調本品用量不宜過大，不宜久服[12]。
- 紫杉對於糖尿病的療效應與紅杉醇（Sequoyitol，西曲依醇）有關[13][14][15]，但因東北紅豆杉數量稀少且價格昂貴，因此醫藥產業大多由馬兜鈴科、豆科三葉草屬、銀杏等植物中取得紅杉醇[16][17][18][19][20]。
- 研究顯示，東北紅豆杉具有抗腫瘤、保護血管、抗真菌等作用[21]。

## 毒性
紅豆杉屬（Taxus）屬下所有物種均含有劇毒紫杉鹼（Taxine），曾被The National Clearinghouse for Poison Control Centers列為10大危險有毒植物之一。樹皮毒性尤烈，木部、葉片次之，假種皮毒性又次，但食多亦會中毒。大量攝取會導致頭暈、呼吸困難、心跳停止。歐洲曾有利用同屬之歐洲紅豆杉葉片作為墮胎藥的記錄。
不單對人類而言，紫杉鹼對所有哺乳類均有劇毒，冬天常有家畜因為誤食其葉片而中毒，嚴重者會導致運動失調、痙攣、昏迷、心跳停止，並因而死亡。其對小兔的最小致死量：4.5 毫克╱公斤，對家兔的最小致死量：5 毫克╱公斤，死因為血壓降低及心跳停止。

## 圖片

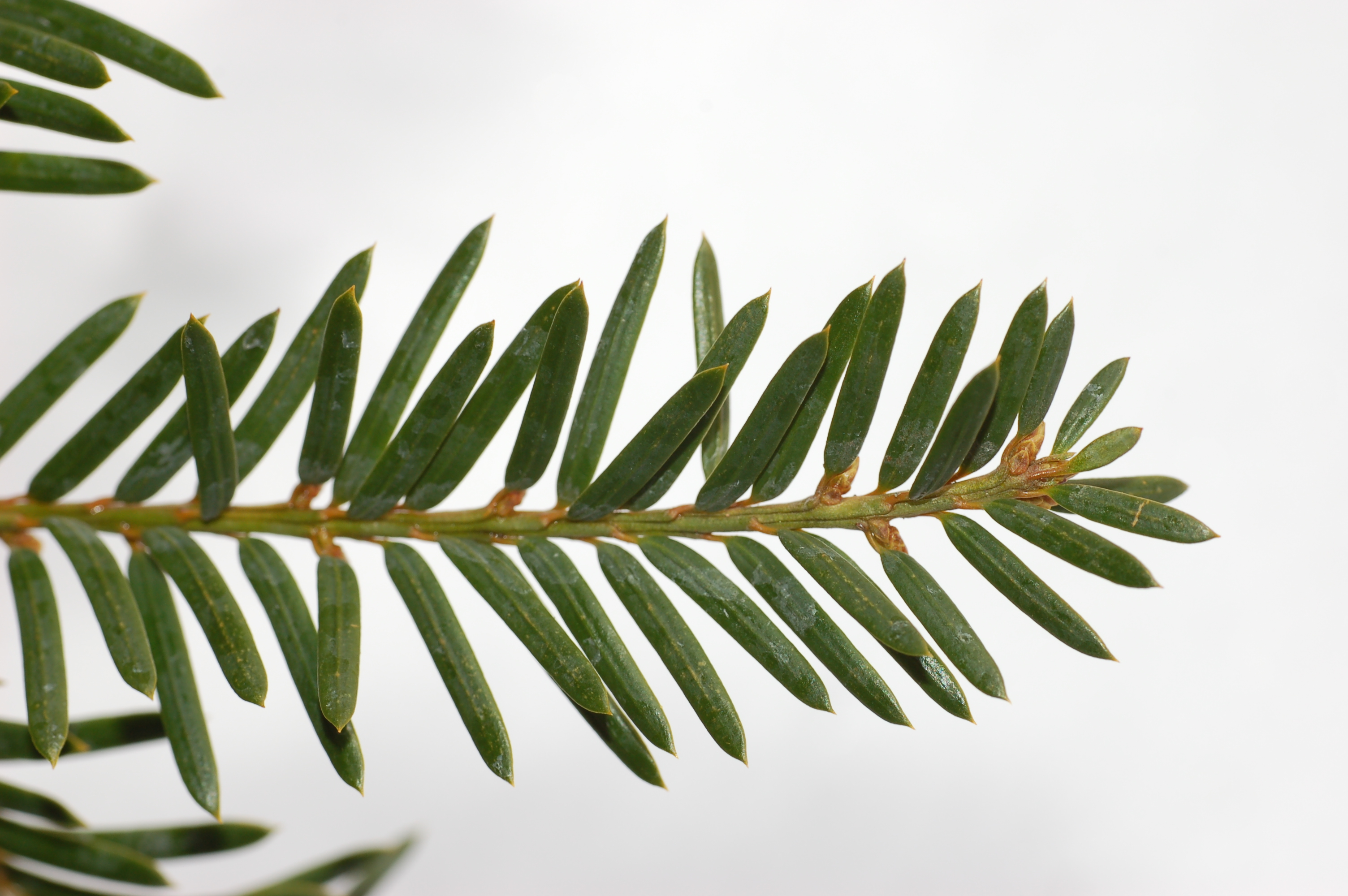
樹幹上的葉片特寫
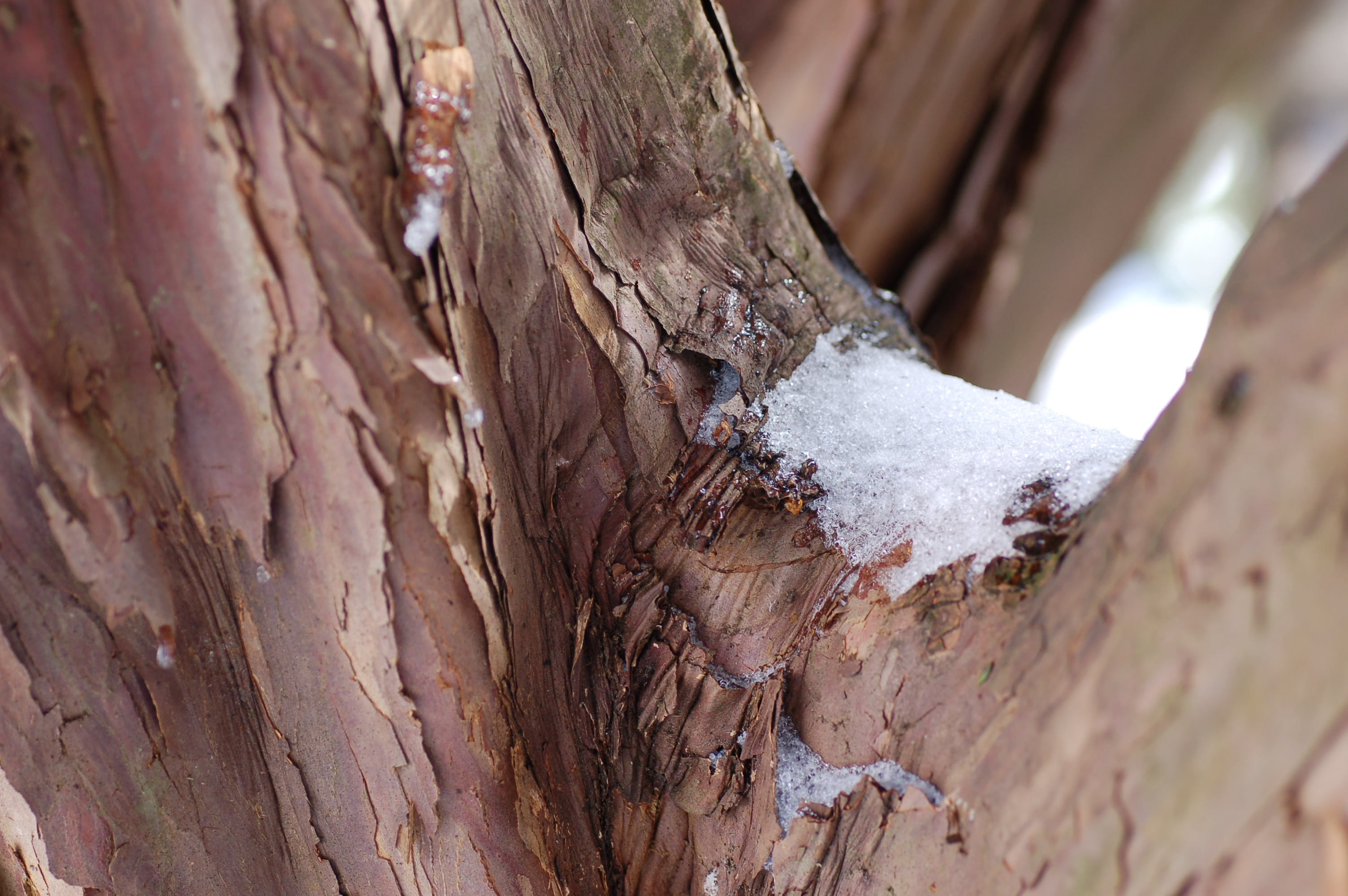
粗糙的樹皮

## 延伸閱讀
- Conifer Specialist Group. . The IUCN Red List of Threatened Species 1998.   [05 May 2006].

## 外部連結
- Flora of China （页面存档备份，存于）
- Nakamura Y and P V. Krestov Coniferous forests of the temperate zone of Asia （页面存档备份，存于）
- （俄文）